# Dryopteris dracomontana
Dryopteris dracomontana är en träjonväxtart som beskrevs av Schelpe och N.C.Anthony. Dryopteris dracomontana ingår i släktet Dryopteris och familjen Dryopteridaceae. Inga underarter finns listade.